# Kanako Murakami
Kanako Murakami (japonês: 村上 佳菜子, Hepburn: Kanako Murakami, Nagoya, Aichi, 7 de novembro de 1994) é uma ex-patinadora artística japonesa. Ela foi medalhista de bronze no Grand Prix Final de 2010, campeã do Campeonato dos Quatro Continentes 2014, medalhista de bronze do Campeonato dos Quatro Continentes 2013, campeã do Mundial Júnior em 2010, campeã do Final do Grand Prix Júnior de Patinação Artística no Gelo em 2009, e quatro vezes medalhista no Campeonato Japonês (bronze em 2010 e 2011, prata em 2012 e 2013).

## Principais resultados
| Resultados | Resultados       | Resultados      | Resultados    | Resultados    | Resultados        | Resultados      | Resultados        | Resultados        | Resultados        | Resultados       | Resultados        | Resultados    | Resultados    |
| Internacional | Internacional    | Internacional   | Internacional | Internacional | Internacional     | Internacional   | Internacional     | Internacional     | Internacional     | Internacional    | Internacional     | Internacional | Internacional |
| Evento/Temporada | 2004– 2005       | 2005– 2006      | 2006– 2007    | 2007– 2008    | 2008– 2009        | 2009– 2010      | 2010– 2011        | 2011– 2012        | 2012– 2013        | 2013– 2014       | 2014– 2015        | 2015– 2016    | 2016– 2017    |
| --- | ---------------- | --------------- | ------------- | ------------- | ----------------- | --------------- | ----------------- | ----------------- | ----------------- | ---------------- | ----------------- | ------------- | ------------- |
| Jogos Olímpicos |                  |                 |               |               |                   |                 |                   |                   |                   | 12.ª             |                   |               |               |
| Campeonato Mundial |                  |                 |               |               |                   |                 | 8.ª               | 5.ª               | 4.ª               | 10.ª             | 7.ª               |               |               |
| Campeonato dos Quatro Continentes |                  |                 |               |               |                   |                 |                   | 4.ª               | Medalha de bronze | Medalha de ouro  |                   | 7.ª           |               |
| GP Grand Prix Final |                  |                 |               |               |                   |                 | Medalha de bronze |                   |                   |                  |                   |               |               |
| GP Cup of China |                  |                 |               |               |                   |                 |                   | 6.ª               |                   | 4.ª              | Medalha de bronze |               |               |
| GP NHK Trophy |                  |                 |               |               |                   |                 | Medalha de bronze |                   |                   |                  | 4.ª               |               |               |
| GP Rostelecom Cup |                  |                 |               |               |                   |                 |                   |                   | 4.ª               | 7.ª              |                   |               | 11.ª          |
| GP Skate America |                  |                 |               |               |                   |                 | Medalha de ouro   |                   |                   |                  |                   |               | 10.ª          |
| GP Skate Canada International |                  |                 |               |               |                   |                 |                   |                   | Medalha de bronze |                  |                   | 4.ª           |               |
| GP Trophée Éric Bompard |                  |                 |               |               |                   |                 |                   | 4.ª               |                   |                  |                   | 4.ª           |               |
| CS Lombardia Trophy |                  |                 |               |               |                   |                 |                   |                   |                   |                  |                   |               | 6.ª           |
| CS U.S. International Classic |                  |                 |               |               |                   |                 |                   |                   |                   |                  |                   | 7.ª           |               |
| Ice Challenge |                  |                 |               |               |                   | Medalha de ouro |                   |                   |                   |                  |                   |               |               |
| Jogos Asiáticos de Inverno |                  |                 |               |               |                   |                 | Medalha de ouro   |                   |                   |                  |                   |               |               |
| Internacional – Júnior |                  |                 |               |               |                   |                 |                   |                   |                   |                  |                   |               |               |
| Evento/Temporada | 2004– 2005       | 2005– 2006      | 2006– 2007    | 2007– 2008    | 2008– 2009        | 2009– 2010      | 2010– 2011        | 2011– 2012        | 2012– 2013        | 2013– 2014       | 2014– 2015        | 2015– 2016    | 2016– 2017    |
| Campeonato Mundial Júnior |                  |                 |               |               |                   | Medalha de ouro |                   |                   |                   |                  |                   |               |               |
| JGP Grand Prix Júnior Final |                  |                 |               |               | 4.ª               | Medalha de ouro |                   |                   |                   |                  |                   |               |               |
| JGP JGP Croácia |                  |                 |               |               |                   | Medalha de ouro |                   |                   |                   |                  |                   |               |               |
| JGP JGP Espanha |                  |                 |               |               | Medalha de bronze |                 |                   |                   |                   |                  |                   |               |               |
| JGP JGP Polônia |                  |                 |               |               |                   | Medalha de ouro |                   |                   |                   |                  |                   |               |               |
| JGP JGP Reino Unido |                  |                 |               |               | Medalha de ouro   |                 |                   |                   |                   |                  |                   |               |               |
| International Challenge Cup |                  |                 |               |               | Medalha de ouro   |                 |                   |                   |                   |                  |                   |               |               |
| Internacional – Noviço |                  |                 |               |               |                   |                 |                   |                   |                   |                  |                   |               |               |
| Gardena Spring Trophy |                  | Medalha de ouro |               |               |                   |                 |                   |                   |                   |                  |                   |               |               |
| Mladost Trophy | Medalha de prata |                 |               |               |                   |                 |                   |                   |                   |                  |                   |               |               |
| Nacional |                  |                 |               |               |                   |                 |                   |                   |                   |                  |                   |               |               |
| Campeonato Japonês |                  |                 |               |               | 7.ª               | 5.ª             | Medalha de bronze | Medalha de bronze | Medalha de prata  | Medalha de prata | 5.ª               | 6.ª           | 8.ª           |
| Campeonato Japonês – Júnior |                  |                 |               |               | Medalha de bronze | Medalha de ouro |                   |                   |                   |                  |                   |               |               |
| Campeonato Japonês – Noviço |                  |                 | 7.ª           | 5.ª           |                   |                 |                   |                   |                   |                  |                   |               |               |
| Equipes |                  |                 |               |               |                   |                 |                   |                   |                   |                  |                   |               |               |
| Troféu Mundial por Equipes |                  |                 |               |               |                   |                 |                   | 1T/6P             |                   |                  | 3T/6P             |               |               |
| Japan Open |                  |                 |               |               |                   |                 |                   |                   |                   | 1T/5P            | 3T/4P             |               |               |
| |                  |                 |               |               |                   |                 |                   |                   |                   |                  |                   |               |               |
| Legenda: GP = Grand Prix; CS = Challenger Series; JGP = Grand Prix Júnior; WD = Abandonou; C = Cancelado; T = Posição da equipe; P = Posição individual; Competição não foi disputada nesta temporada |                  |                 |               |               |                   |                 |                   |                   |                   |                  |                   |               |               |